# Skate America de 2015
O Skate America de 2015 foi a trigésima quarta edição do Skate America, um evento anual de patinação artística no gelo organizado pela United States Figure Skating Association, e que fez parte do Grand Prix de 2015–16. A competição foi disputada entre os dias 23 de outubro e 25 de outubro, na cidade de Milwaukee, Wisconsin, Estados Unidos.

## Eventos
- Individual masculino
- Individual feminino
- Duplas
- Dança no gelo

## Medalhistas
| Evento                        | Ouro                                        | Prata                                           | Bronze                                      |
| Individual masculino detalhes | Max Aaron · Estados Unidos                  | Shoma Uno · Japão                               | Jason Brown · Estados Unidos                |
| Individual feminino detalhes  | Evgenia Medvedeva · Rússia                  | Gracie Gold · Estados Unidos                    | Satoko Miyahara · Japão                     |
| Duplas detalhes               | Sui Wenjing · Han Cong · China              | Alexa Scimeca · Chris Knierim · Estados Unidos  | Julianne Séguin · Charlie Bilodeau · Canadá |
| Dança no gelo detalhes        | Madison Chock · Evan Bates · Estados Unidos | Victoria Sinitsina · Nikita Katsalapov · Rússia | Piper Gilles · Paul Poirier · Canadá        |

## Resultados

### Individual masculino
| Pos.              | Nome               | Nacionalidade  | Pontos | PC         | PL          |
| ----------------- | ------------------ | -------------- | ------ | ---------- | ----------- |
| Medalha de ouro   | Max Aaron          | Estados Unidos | 258.95 | 86.67 (1)  | 172.28 (2)  |
| Medalha de prata  | Shoma Uno          | Japão          | 257.43 | 80.78 (4)  | 176.65 (1)  |
| Medalha de bronze | Jason Brown        | Estados Unidos | 238.47 | 78.64 (8)  | 159.83 (3)  |
| 4                 | Yan Han            | China          | 236.03 | 86.53 (2)  | 149.50 (5)  |
| 5                 | Konstantin Menshov | Rússia         | 230.79 | 86.15 (3)  | 144.64 (6)  |
| 6                 | Adian Pitkeev      | Rússia         | 230.75 | 79.90 (5)  | 150.85 (4)  |
| 7                 | Ross Miner         | Estados Unidos | 215.11 | 78.96 (7)  | 136.15 (8)  |
| 8                 | Brendan Kerry      | Austrália      | 203.48 | 65.41 (11) | 138.07 (7)  |
| 9                 | Denis Ten          | Cazaquistão    | 201.52 | 79.02 (6)  | 122.50 (11) |
| 10                | Takahito Mura      | Japão          | 200.83 | 71.66 (10) | 129.17 (9)  |
| 11                | Florent Amodio     | França         | 197.45 | 71.96 (9)  | 125.49 (10) |
| 12                | Alexei Bychenko    | Israel         | 171.83 | 50.68 (12) | 121.15 (12) |

### Individual feminino
| Pos.              | Nome                 | Nacionalidade  | Pontos | PC         | PL          |
| ----------------- | -------------------- | -------------- | ------ | ---------- | ----------- |
| Medalha de ouro   | Evgenia Medvedeva    | Rússia         | 206.01 | 70.92 (1)  | 135.09 (2)  |
| Medalha de prata  | Gracie Gold          | Estados Unidos | 202.80 | 65.39 (2)  | 137.41 (1)  |
| Medalha de bronze | Satoko Miyahara      | Japão          | 188.07 | 65.12 (3)  | 122.95 (3)  |
| 4                 | Elizabet Tursynbaeva | Cazaquistão    | 178.56 | 59.26 (7)  | 119.30 (4)  |
| 5                 | Karen Chen           | Estados Unidos | 172.54 | 62.28 (4)  | 110.26 (6)  |
| 6                 | Yulia Lipnitskaya    | Rússia         | 170.63 | 62.24 (5)  | 108.39 (7)  |
| 7                 | Nicole Rajičová      | Eslováquia     | 167.32 | 50.33 (12) | 116.99 (5)  |
| 8                 | Mariah Bell          | Estados Unidos | 160.94 | 52.73 (11) | 108.21 (8)  |
| 9                 | Park So-youn         | Coreia do Sul  | 159.66 | 53.78 (10) | 105.88 (9)  |
| 10                | Haruka Imai          | Japão          | 158.65 | 56.52 (9)  | 102.13 (10) |
| 11                | Miyu Nakashio        | Japão          | 153.29 | 57.01 (8)  | 96.28 (11)  |
| 12                | Alaine Chartrand     | Canadá         | 148.20 | 59.40 (6)  | 88.80 (12)  |

### Duplas
| Pos.              | Nome                                | Nacionalidade  | Pontos | PC        | PL         |
| ----------------- | ----------------------------------- | -------------- | ------ | --------- | ---------- |
| Medalha de ouro   | Sui Wenjing / Han Cong              | China          | 202.00 | 68.28 (2) | 133.72 (1) |
| Medalha de prata  | Alexa Scimeca / Chris Knierim       | Estados Unidos | 191.97 | 69.69 (1) | 122.28 (4) |
| Medalha de bronze | Julianne Séguin / Charlie Bilodeau  | Canadá         | 189.49 | 64.85 (4) | 124.64 (3) |
| 4                 | Ksenia Stolbova / Fedor Klimov      | Rússia         | 189.06 | 63.41 (5) | 125.65 (2) |
| 5                 | Wang Xuehan / Wang Lei              | China          | 171.77 | 64.95 (3) | 106.82 (6) |
| 6                 | Tarah Kayne / Daniel O'Shea         | Estados Unidos | 165.99 | 58.38 (6) | 107.61 (5) |
| 7                 | Kristina Astakhova / Alexei Rogonov | Rússia         | 157.97 | 58.25 (7) | 99.72 (8)  |
| 8                 | Jessica Pfund / Joshua Santillan    | Estados Unidos | 151.40 | 50.20 (8) | 101.20 (7) |

### Dança no gelo
| Pos.              | Nome                                   | Nacionalidade  | Pontos | DC        | DL         |
| ----------------- | -------------------------------------- | -------------- | ------ | --------- | ---------- |
| Medalha de ouro   | Madison Chock / Evan Bates             | Estados Unidos | 173.22 | 70.56 (1) | 102.66 (1) |
| Medalha de prata  | Victoria Sinitsina / Nikita Katsalapov | Rússia         | 162.21 | 62.76 (2) | 99.45 (2)  |
| Medalha de bronze | Piper Gilles / Paul Poirier            | Canadá         | 157.58 | 61.33 (3) | 96.25 (3)  |
| 4                 | Kaitlin Hawayek / Jean-Luc Baker       | Estados Unidos | 150.69 | 56.54 (4) | 94.15 (4)  |
| 5                 | Anastasia Cannuscio / Colin Mcmanus    | Estados Unidos | 143.67 | 52.92 (6) | 90.75 (5)  |
| 6                 | Anna Yanovskaya / Sergey Mozgov        | Rússia         | 140.92 | 53.35 (5) | 87.57 (6)  |
| 7                 | Alexandra Nazarova / Maxim Nikitin     | Ucrânia        | 135.60 | 50.53 (7) | 85.07 (7)  |
| 8                 | Wang Shiyue / Liu Xinyu                | China          | 129.59 | 49.37 (8) | 80.22 (8)  |

## Quadro de medalhas
| Ordem | País           | Medalha de ouro | Medalha de prata | Medalha de bronze |    | Ordem por total |
| ----- | -------------- | --------------- | ---------------- | ----------------- | -- | --------------- |
| 1     | Estados Unidos | 2               | 2                | 1                 | 5  | 1               |
| 2     | Rússia         | 1               | 1                |                   | 2  | 2               |
| 3     | China          | 1               |                  |                   | 1  | 5               |
| 4     | Japão          |                 | 1                | 1                 | 2  | 2               |
| 5     | Canadá         |                 |                  | 2                 | 2  | 2               |
| TOTAL | TOTAL          | 4               | 4                | 4                 | 12 | —               |